# Charlotte Walner-von Deuten
Charlotte Walner-von Deuten (* 19. März 1906 in Hamburg; † 7. November 1984 ebenda) war eine deutsche Rechtsanwältin, Frauenrechtlerin und Abgeordnete der Hamburgischen Bürgerschaft für die SPD.

## Leben
Charlotte von Deuten absolvierte erfolgreich den ersten Hamburger Abiturienten-Kursus, den sie unter anderem zusammen mit dem späteren Hamburger Bürgermeister Paul Nevermann besuchte. Sie studierte Rechts- und Staatswissenschaften an den Universitäten Hamburg, Genf und Grenoble. Im Jahr 1929 legte sie ihr erstes Staatsexamen ab, 1932 das zweite. Von 1933 an begann sie als Rechtsanwältin zu arbeiten.
Im Jahr 1939 heiratete sie den Maler und Grafiker Felix Walner (1906–1981). Bis zum Jahr 1933 engagierte sie sich im Paritätischen Wohlfahrtsverband vor allem für Künstler. Auf ihre Anregung hin wurde im Jahr 1933 die Nothilfe für die bildenden Künstler Hamburgs gegründet.
Nach dem Krieg setzte Charlotte Walner-von Deuten sich zunehmend für die bürgerliche Frauenbewegung ein. Von 1948 bis 1950 war sie Vorsitzende des Frauenrings Hamburg, zu dem sich die Hamburger Frauenorganisationen zusammengefunden hatten, und Mitglied im Vorstand des Deutschen Frauenrings.

## Politik

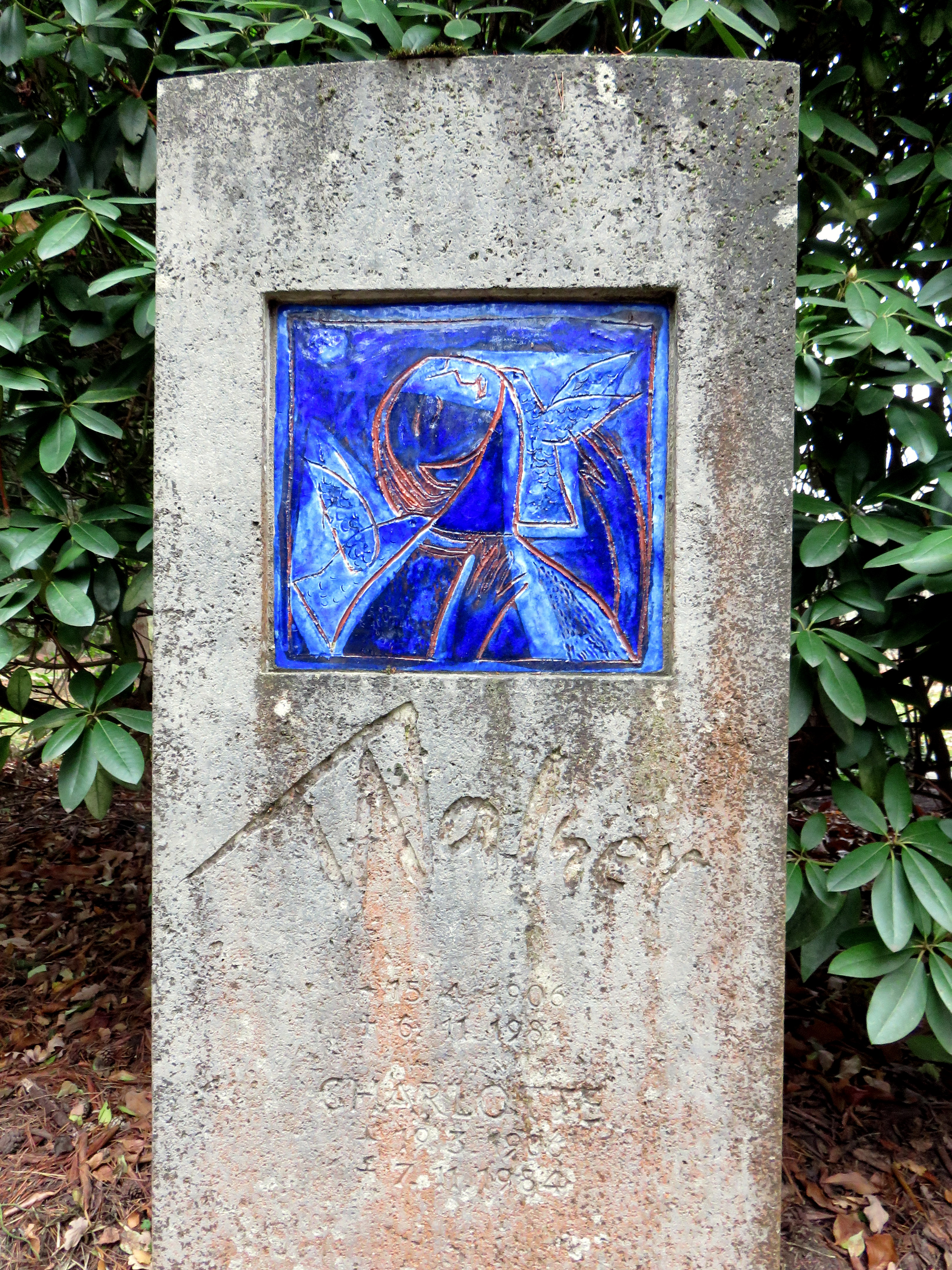
Grab Walner auf dem Friedhof Ohlsdorf

In den Jahren 1953 bis 1966 gehörte Walner-von Deuten für die SPD als Abgeordnete der Hamburgischen Bürgerschaft an. Auch dort setzte sie sich vor allem für mehr Rechte für Frauen ein, obwohl das Hamburger Parlament nur mit Beeinflussung öffentlicher Meinung und der Mitwirkung im Bundesrat einen geringen Einfluss auf die entscheidenden Bundesgesetze dieser Fragen besaß. Sie kritisierte das alleinige Entscheidungsrecht des Mannes, welches seinerzeit in allen das eheliche Leben betreffende Fragen festschrieb. Das ging von Vermögensfragen bis zum Recht, den Aufenthaltsort gemeinsamer Kinder zu bestimmen, bis hin zu dem Recht von Frauen, eine Arbeit außerhalb des Hauses aufzunehmen. Sie übte Kritik am Verhalten des Vertreters Hamburgs im Bundesrat, der im Jahr 1957 der Vorlage des Gesetzes über die Gleichstellung von Mann und Frau auf dem Gebiet des bürgerlichen Rechts widerspruchslos zugestimmt hatte, obwohl wesentliche Teile ihrer Forderungen nicht darin enthalten waren. Ihrer Meinung nach hätte er durchaus mit einem Einspruch einen den Frauen gerechter werdenden Text erreichen können.
Sie gehörte auch dem Hochschulbeirat der Universität Hamburg an, war stellvertretendes Mitglied im Richterwahlausschuss Hamburg und Mitglied im rechtspolitischen Ausschuss beim Parteivorstand der SPD in Bonn.
Sie starb im November 1984. Ihre Neffen erfüllten den Wunsch in ihrem Testament das Lebenswerk meines Mannes in geeigneter Weise der Nachwelt zu erhalten und gründeten 1990 die Charlotte Walner-von Deuten Stiftung.
Felix Walner und Charlotte Walner-von Deuten wurden in Hamburg auf dem Ohlsdorfer Friedhof im Planquadrat Bm 63 nördlich von Kapelle 12 beigesetzt (daneben befindet sich das Grab v. Deuten).

## Werke
- Handbuch der privaten und öffentlichen Sozial-, Jugend- und Gesundheitseinrichtungen Hamburgs. Christians-Verlag, Hamburg 1966